# Temporada 1988-89 de los Boston Celtics
La temporada 1988-89 fue la cuadragésimo tercera de los Boston Celtics en la NBA. La temporada regular acabó con 42 victorias y 40 derrotas, acabando octavos de la Conferencia Este y clasificándose para los playoffs, donde cayeron en primera ronda ante Detroit Pistons.

## Elecciones en el Draft
| Ronda | Puesto | Jugador       | Posición | Nacionalidad   | Universidad/Club |
| ----- | ------ | ------------- | -------- | -------------- | ---------------- |
| 1     | 24     | Brian Shaw    | Escolta  | Estados Unidos | UC Santa Barbara |
| 3     | 74     | Gerald Paddio | Alero    | Estados Unidos | UNLV             |

## Temporada regular
| División Atlántico   | División Atlántico | División Atlántico | División Atlántico | División Atlántico | División Atlántico | División Atlántico | División Atlántico | División Atlántico |
| Equipo               | G                  | P                  | %                  | PD                 | Casa               | Fuera              | Div                |                    |
| -------------------- | ------------------ | ------------------ | ------------------ | ------------------ | ------------------ | ------------------ | ------------------ | ------------------ |
| y-New York Knicks    | 52                 | 30                 | .634               | –                  | 35–6               | 17–24              | 18–12              |                    |
| x-Philadelphia 76ers | 46                 | 36                 | .561               | 6                  | 30–11              | 16–25              | 19–11              |                    |
| x-Boston Celtics     | 42                 | 40                 | .512               | 10                 | 32–9               | 10–31              | 19–11              |                    |
| Washington Bullets   | 40                 | 42                 | .488               | 12                 | 30–11              | 10–31              | 17–13              |                    |
| New Jersey Nets      | 26                 | 56                 | .317               | 26                 | 17–24              | 9–32               | 9–21               |                    |
| Charlotte Hornets    | 20                 | 62                 | .244               | 32                 | 12–29              | 8–33               | 8–22               |                    |

## Playoffs

### Primera ronda
Detroit Pistons  vs. Boston Celtics
| Fecha       | Partido                                | Ciudad  |
| ----------- | -------------------------------------- | ------- |
| 28 de abril | Detroit Pistons 108, Boston Celtics 91 | Detroit |
| 30 de abril | Detroit Pistons 108, Boston Celtics 91 | Detroit |
| 2 de mayo   | Boston Celtics 85, Detroit Pistons 100 | Boston  |
|             | Detroit Pistons gana las series 3-0    |         |

## Estadísticas
| Rk | Jugador        | Edad | P  | PT | MP   | TC  | TCI  | %TC  | T3  | T3I | %T3   | TL  | TLI | %TL  | RO  | RD  | RT   | AS  | RB  | TAP | BP  | FP  | PTS  |
| -- | -------------- | ---- | -- | -- | ---- | --- | ---- | ---- | --- | --- | ----- | --- | --- | ---- | --- | --- | ---- | --- | --- | --- | --- | --- | ---- |
| 1  | Kevin McHale   | 31   | 78 | 74 | 36.9 | 8.5 | 15.5 | .546 | 0.0 | 0.1 | .000  | 5.6 | 6.8 | .818 | 2.9 | 5.3 | 8.2  | 2.2 | 0.3 | 1.2 | 2.5 | 2.9 | 22.5 |
| 2  | Robert Parish  | 35   | 80 | 80 | 35.5 | 7.5 | 13.1 | .570 | 0.0 | 0.0 |       | 3.7 | 5.1 | .719 | 4.3 | 8.2 | 12.5 | 2.2 | 1.0 | 1.5 | 2.5 | 2.6 | 18.6 |
| 3  | Reggie Lewis   | 23   | 81 | 57 | 32.8 | 7.5 | 15.3 | .486 | 0.0 | 0.3 | .136  | 3.5 | 4.5 | .787 | 1.4 | 3.2 | 4.7  | 2.7 | 1.5 | 0.9 | 1.8 | 3.2 | 18.5 |
| 4  | Dennis Johnson | 34   | 72 | 72 | 32.1 | 3.8 | 8.9  | .434 | 0.1 | 0.7 | .140  | 2.2 | 2.7 | .821 | 0.4 | 2.2 | 2.6  | 6.6 | 1.3 | 0.3 | 2.4 | 2.9 | 10.0 |
| 5  | Larry Bird     | 32   | 6  | 6  | 31.5 | 8.2 | 17.3 | .471 | 0.0 | 0.0 |       | 3.0 | 3.2 | .947 | 0.2 | 6.0 | 6.2  | 4.8 | 1.0 | 0.8 | 1.8 | 3.0 | 19.3 |
| 6  | Danny Ainge    | 29   | 45 | 28 | 30.0 | 6.0 | 13.1 | .460 | 1.3 | 3.4 | .374  | 2.5 | 2.8 | .891 | 0.8 | 2.6 | 3.4  | 4.8 | 1.2 | 0.0 | 1.8 | 2.4 | 15.9 |
| 7  | Brian Shaw     | 22   | 82 | 54 | 28.1 | 3.6 | 8.4  | .433 | 0.0 | 0.2 | .000  | 1.3 | 1.6 | .826 | 1.5 | 3.1 | 4.6  | 5.8 | 1.0 | 0.3 | 2.3 | 2.6 | 8.6  |
| 8  | Ed Pinckney    | 25   | 29 | 9  | 23.4 | 3.3 | 6.1  | .540 | 0.0 | 0.0 |       | 3.6 | 4.4 | .798 | 2.1 | 3.0 | 5.1  | 1.5 | 1.0 | 0.8 | 1.3 | 2.7 | 10.1 |
| 9  | Kelvin Upshaw  | 26   | 23 | 0  | 20.6 | 3.2 | 6.5  | .490 | 0.1 | 0.4 | .200  | 0.6 | 0.9 | .700 | 0.3 | 1.3 | 1.6  | 4.2 | 0.8 | 0.1 | 1.8 | 2.7 | 7.0  |
| 10 | Jim Paxson     | 31   | 57 | 7  | 20.0 | 3.5 | 7.8  | .454 | 0.1 | 0.4 | .167  | 1.5 | 1.8 | .816 | 0.3 | 1.0 | 1.3  | 1.9 | 0.7 | 0.1 | 1.0 | 1.7 | 8.6  |
| 11 | Joe Kleine     | 27   | 28 | 2  | 17.8 | 2.1 | 4.6  | .457 | 0.0 | 0.0 | .000  | 1.9 | 2.3 | .828 | 1.8 | 3.1 | 4.9  | 1.1 | 0.5 | 0.2 | 1.3 | 2.4 | 6.1  |
| 12 | Brad Lohaus    | 24   | 48 | 15 | 15.4 | 2.4 | 5.6  | .433 | 0.0 | 0.1 | .000  | 0.7 | 1.0 | .761 | 1.0 | 2.0 | 3.0  | 1.0 | 0.4 | 0.5 | 1.0 | 2.1 | 5.6  |
| 13 | Mark Acres     | 26   | 62 | 0  | 10.2 | 0.9 | 1.8  | .482 | 0.0 | 0.0 | 1.000 | 0.4 | 0.8 | .542 | 1.0 | 1.4 | 2.4  | 0.3 | 0.3 | 0.1 | 0.4 | 1.5 | 2.2  |
| 14 | Kevin Gamble   | 23   | 44 | 6  | 8.5  | 1.7 | 3.1  | .551 | 0.0 | 0.3 | .182  | 0.8 | 1.3 | .636 | 0.3 | 0.7 | 1.0  | 0.8 | 0.3 | 0.1 | 0.4 | 0.9 | 4.3  |
| 15 | Otis Birdsong  | 33   | 13 | 0  | 8.3  | 1.4 | 2.8  | .500 | 0.1 | 0.2 | .333  | 0.0 | 0.2 | .000 | 0.3 | 0.7 | 1.0  | 0.7 | 0.2 | 0.1 | 0.9 | 0.8 | 2.8  |
| 16 | Ron Grandison  | 24   | 72 | 0  | 7.3  | 0.8 | 2.0  | .415 | 0.0 | 0.1 | .000  | 0.8 | 1.1 | .738 | 0.7 | 0.6 | 1.3  | 0.6 | 0.3 | 0.0 | 0.5 | 1.0 | 2.5  |
| 17 | Ramón Rivas    | 22   | 28 | 0  | 3.3  | 0.4 | 1.1  | .387 | 0.0 | 0.0 | .000  | 0.6 | 0.9 | .640 | 0.3 | 0.5 | 0.9  | 0.1 | 0.1 | 0.0 | 0.3 | 0.8 | 1.4  |

## Galardones y récords
| Jugador/Entrenador | Galardón                                        |
| Kevin McHale       | 2.º Mejor quinteto defensivo de la NBA All-Star |
| Robert Parish      | 3er Mejor quinteto de la NBA                    |
| Brian Shaw         | 2.º Mejor quinteto de rookies de la NBA         |